# Mudaria fisherae
Mudaria fisherae är en fjärilsart som beskrevs av Louis Beethoven Prout 1928. Mudaria fisherae ingår i släktet Mudaria och familjen nattflyn. Inga underarter finns listade i Catalogue of Life.